# Lempel-Ziv-Stac-Algorithmus
Der Lempel-Ziv-Stac (LZS)-Algorithmus ist ein verlustfreier Kompressionsalgorithmus, entwickelt von der Firma Stac Electronics. LZS wird zur Komprimierung von paket-orientierter, elektronischer Kommunikation eingesetzt. LZS ist patentgeschützt und basiert stark auf den Lempel-Ziv-Storer-Szymanski-Algorithmus (LZSS).

## Verbreitung
LZS wird bei verschiedenen Netzwerkprotokollen eingesetzt:
- RFC: 1967 – PPP LZS-DCP Compression Protocol (LZS-DCP). (englisch).
- RFC: 1974 – PPP Stac LZS Compression Protocol. (englisch).
- RFC: 2395 – IP Payload Compression Using LZS. (englisch).
- RFC: 3943 – Transport Layer Security (TLS) Protocol Compression Using Lempel-Ziv-Stac (LZS). (englisch).